# Amerykanie pochodzenia szwedzkiego

Rozmieszczenie Amerykanów szwedzkiego pochodzenia według danych z 2000 roku.

Szwedzi w Stanach Zjednoczonych Ameryki / szwedzcy Amerykanie (ang. Swedish Americans) – mieszkańcy, obywatele USA pochodzący od szwedzkich imigrantów. Około 8 mln Amerykanów wywodzi swe korzenie ze Szwecji. Większość z nich to luteranie i metodyści.
Miejscowości związane ze Szwedami w USA, to m.in.: Silverhill, Alabama; Lindsborg, Kansas; Gothenburg, Nebraska; Andover, Illinois; Kingsburg, California; i Bishop Hill, Illinois.
Około 3,7% Amerykanów przyznaje się do skandynawskiego pochodzenia (włączając w to norweskie, duńskie i islandzkie), ok. 160 tys. posługuje się skandynawskim językiem w swoim domu.
Imigranci ze Szwecji przybywali do Ameryki głównie przez Nowy Jork, osiedlając się na środkowym zachodzie. Większość była luteranami, stowarzyszyli się w Ewangelickim Luterańskim Kościele w Ameryce (the Evangelical Lutheran Church in America). Generalnie teologicznie byli pietystami, popierali surowe kary, prohibicję i republikanów.
Ważnym momentem dla emigracji szwedzkiej było stworzenie the Vasa Order of America w 1896 r., naczelnej organizacji szwedzkiej społeczności w USA, która pomagała skandynawskim przybyszom w rozpoczęciu nowego życia.
W roku 1900 Chicago było największym miastem-skupiskiem Szwedów na świecie zaraz po Sztokholmie. Inni imigranci osiedlali się w Minnesocie, a także Michigan, Wisconsin, Iowa, Nebraska i Illinois. Na zachodzie Nowa Anglia stała się domem dla wielu wykwalifikowanych robotników. Największe społeczności mieszkały w Jamestown, NY; Providence, RI i Bostonie, MA. Największym skupiskiem Szwedów w Nowej Anglii była miejscowość Worcester, MA.

## Szwedzcy Amerykanie w poszczególnych stanach (według spisu powszechnego z roku 2000)
10 stanów z największą liczbą ludności pochodzenia szwedzkiego:
1. Minnesota – 486 507
2. Kalifornia – 459 897
3. Illinois – 303 044
4. Waszyngton – 213 013
5. Michigan – 161 301
6. Floryda – 155 010
7. Wisconsin – 149 977
8. Nowy Jork – 133 788
9. Teksas – 127 871
10. Massachusetts – 119 267

10 stanów z największym procentowym udziałem ludności szwedzkiej w ogóle populacji:
1. Minnesota – 9,9%
2. Dakota Północna – 5,0%
3. Nebraska – 4,9%
4. Utah – 4,3%
5. Dakota Południowa – 3,9%
6. Waszyngton – 3,6%
7. Idaho – 3,5%
8. Wyoming – 3,5%
9. Montana – 3,4%
10. Iowa – 3,3%